# Carex atractodes
Carex atractodes är en halvgräsart som beskrevs av Frederick Joseph Hermann. Carex atractodes ingår i släktet starrar, och familjen halvgräs. Inga underarter finns listade i Catalogue of Life.